# Azaguié-Blida
Azaguié-Blida est un village intra-urbain de la commune d'Anyama situé dans le District autonome d'Abidjan et dans la Région des Lagunes. Il est situé à 3 km du village d'Ébimpé et à 6 km d'Anyama.